# 神谷研二
神谷 研二（かみや けんじ、1950年 - ）は日本の医学者。広島大学原爆放射線医科学研究所長。

## 略歴
岡山県生まれ。1977年広島大学医学部卒業。同年より広島大学医学部助手。広島大学原爆放射能医学研究所助手、助教授、教授を経て、2001年から同研究所所長。2004年4月1日より現職。2009年4月1日より同大学原爆放射線医科学研究所長。2011年4月1日、福島県放射線健康リスク管理アドバイザーに就任、同年4月1日より福島県立医科大学理事長付特命教授（非常勤）を経て、2011年7月15日福島県立医科大学副学長（業務担当）（非常勤）に就任。
この間、1982年1月1日～1987年3月31日、米国ウィスコンシン大学に留学し、ヒト腫瘍学部助手・準研究員を務め放射線生物学の研究に従事。内閣府原子力安全委員会被ばく医療分科会委員、広島地区緊急被ばく医療ネットワーク代表幹事、放射線被曝者医療国際協力推進協議会理事などを兼務。

## 放射性物質使用量改ざん問題
2000年から2003年にかけて、神谷らの実験グループは「放射性ヨウ素の内部被曝と小児甲状腺がんの実験研究」という放射性同位元素のヨウ素131を与える動物実験で、放射線障害防止法で定められた一日の許容量の最大6倍も使用していたが、複数の日に分けて許容範囲内で作業したように偽って記入していた。
この実験で受けた過度の被曝により体調に異常をきたす者も出て、実験から数年後に若くしてガンで急逝した人もいたが、広島大学が神谷に下した処分は「訓告」にとどまった。

## 福島県放射線健康リスク管理アドバイザーとしての活動とその影響
福島第一原子力発電所事故を受け、2011年3月19日に福島県知事佐藤雄平の要請により、福島県放射線健康リスク管理アドバイザーに長崎大学の山下俊一、長崎大学の高村昇とともに就任。「市民との対話を繰り返して放射線の恐怖を取り除くこと」を主眼に、福島県下に放射性同位元素の大量散布と降下が起こったフォールアウトの最中にも山下らとともに楽観的な見解を強調した。
5月27日には、福島県の県民健康管理調査検討委員会の委員となり、7月15日には福島県立医科大学副学長（非常勤）に就任。
7月8日、反原発活動家で作家の広瀬隆とルポライターの明石昇二郎は、福島県放射線健康リスク管理アドバイザーである神谷、山下俊一と高村昇らを「福島県内の児童の被曝安全説を触れ回ってきたことに関して、それを重大なる人道的犯罪と断定し、業務上過失致傷罪にあたるもの」として、東京電力会長・社長等と併せて「業務上過失致傷罪」で刑事告発した。
2012年6月11日、福島県内の被災者を中心とする「福島原発告訴団」の1324人は、業務上過失致死傷と公害犯罪処罰法違反の疑いで、福島県放射線健康リスク管理アドバイザーである神谷、山下俊一、高村昇を含む33人を刑事告訴・告発した。

## 研究分野
専門は、放射線誘発癌の分子機構の解析。研究分野は、免疫学、環境影響評価・環境政策、分子生物学。

## 論文・寄稿文
- 神谷研二, 「Diethylstilbestrol(DES)誘発腫瘍の発生,増殖およびその抑制に関する実験的研究 : DESによるラット肝腫瘍誘発機構を中心として」 広島大学 博士論文, 乙第1636号, 1987年, NAID 500000045773
- 神谷研二, CLIFTON KELLY H., GOULD MICHAEL N., YOKOROKENJIRO「Control of Ductal vs. Alveolar Differentiation of Mammary Clonogens, Susceptibility to Radiation-Induced Mammary Cancer」『Journal of Radiation Research』第32巻第2号、Journal of Radiation Research 編集委員会、1991年、181-194頁、doi:10.1269/jrr.32.SUPPLEMENT2_181、ISSN 0449-3060、NAID 110002327960。
- 神谷研二「低線量被曝と発癌 : 乳癌を中心に」『日本放射線技術学会雑誌』第50巻第4号、日本放射線技術学会、1994年、528-534頁、doi:10.6009/jjrt.KJ00003325706、ISSN 0369-4305、NAID 110003466596。
- 亭島淳, 安本博晃, 隅井雅晴, 増田雄司, 福田三郎, 高橋護, 小池則道, 碓井亞, 神谷研二「マウス肝癌におけるIGFBP-7遺伝子の発現低下」『ホルモンと臨牀』第48巻、2000年11月、149-153頁、ISSN 00457167、NAID 10020431384。
- 増田雄司, 神谷研二「誘発突然変異の分子機構」『放射線生物研究』第35巻第4号、放射線生物研究会、2000年12月、383-400頁、ISSN 0441747X、NAID 40004413755。
- 亭島淳, 安本博晃, 隅井雅晴, 増田雄司, 福田三郎, 高橋護, 小池則道, 碓井亞, 神谷研二「放射線誘発マウス肝癌におけるIGFBP-rP1遺伝子の役割」『ホルモンと臨牀』第49巻、2001年11月、215-220頁、ISSN 00457167、NAID 10018612993。
- 神谷研二「インタビュールーム(501)広島県--神谷研二さん(広島大学原爆放射線医科学研究所所長)被ばく事故の医療体制作り」『厚生福祉』第5022号、時事通信社、2002年5月、10頁、NAID 40001225150。
- 井倉毅, 神谷研二「放射線誘発DNA損傷修復およびアポトーシスにおけるTIP60ヒストンアセチル化酵素複合体の役割」『放射線生物研究』第37巻第3号、放射線生物研究会、2002年9月、282-288頁、ISSN 0441747X、NAID 40005507799。
- 朴金蓮, 増田雄司, 神谷研二「損傷乗り越えDNA合成因子REV1のdCMP転移活性と突然変異誘発」『日本放射線影響学会大会講演要旨集』第2006巻、Journal of Radiation Research 編集委員会、2006年、175-175頁、doi:10.11513/jrrsabst.2006.0.175.0、NAID 130006999093。
- 豊島めぐみ, 梶村順子, 渡辺敦光, 本田浩章, 増田雄司, 神谷研二「損傷乗り越えDNA合成酵素Rev1の発がんにおける役割」『日本放射線影響学会大会講演要旨集』第2007巻、Journal of Radiation Research 編集委員会、2007年、150-150頁、doi:10.11513/jrrsabst.2007.0.150.0、NAID 130007000189。
- 笹谷めぐみ, 徐衍賓, 本田浩章, 濱崎幹也, 楠洋一郎, 渡邊敦光, 増田雄司, 神谷研二「放射線発がんとゲノム不安定性」『日本放射線影響学会大会講演要旨集』第2011巻、Journal of Radiation Research 編集委員会、2011年、44-44頁、doi:10.11513/jrrsabst.2011.0.44.0、NAID 130006999338。
- 神谷研二「低線量放射線の人体影響と生体応答」『日本放射線影響学会大会講演要旨集』第2011巻、Journal of Radiation Research 編集委員会、2011年、4-4頁、doi:10.11513/jrrsabst.2011.0.4.0、NAID 130006999357。
- 神谷研二「広島大学原爆放射線医科学研究所からの後障害研究成果の世界への発信 (第52回原子爆弾後障害研究会) -- (シンポジウム 後障害研究成果の世界への発信)」『広島医学』第65巻第4号、広島医学会、2012年4月、233-237頁、ISSN 0367-5904、NAID 40019319030。
- 増田雄司, 笹谷めぐみ, 神谷研二「放射線によって誘発されるDNA損傷に対する複製後修復経路の機能解析 (第52回原子爆弾後障害研究会)」『広島医学』第65巻第4号、広島医学会、2012年4月、292-294頁、ISSN 0367-5904、NAID 40019319154。